# Сарполь-э-Захаб (шахрестан)
Сарпо́ль-э-Заха́б или Сар-э-Поль-э-Зоха́б (перс. شهرستان سرپل ذهاب‎) — одна из 14 областей (шахрестанов) иранской провинции Керманшах. Административный центр — город Сарполь-э-Захаб.
Население области на 2006 год составляло 81 428 человек. В национальном составе преобладают курды.

## Населённые пункты
| Русское название | Оригинальное название (фарси) | Население, чел. (2006) |
| ---------------- | ----------------------------- | ---------------------- |
| Сарполь-э-Захаб  | سرپل ذهاب                     | 34 632                 |
| Зеферан          | زعفران                        | 2 262                  |
| Сербаг-э-Голин   | سرباغ گلين                    | 1 433                  |
| Безмирабад       | بزميراباد                     | 1 033                  |
| Хабибвенд        | حبيب وند                      | 831                    |